# بخش واشینگتن (شهرستان لارنس، اوهایو)
بخش واشینگتن (به انگلیسی: Washington Township) یک منطقهٔ مسکونی در ایالات متحده آمریکا است که در شهرستان لارنس، اوهایو واقع شده‌است.
 بخش واشینگتن ۶۲٫۸ کیلومتر مربع مساحت و ۲۳۹ نفر جمعیت دارد و ۲۱۴ متر بالاتر از سطح دریا واقع شده‌است.